# British Overseas Territories Act 2002
Lire en ligne

http://www.legislation.gov.uk/ukpga/2002/8

Le British Overseas Territories Act 2002 (c.8) est une loi du Parlement du Royaume-Uni qui a remplacé certaines dispositions du British Nationality Act 1981. Il prévoit le changement de nom des British Dependent Territories en British Overseas Territories, et le renommage de la citoyenneté qui y est associée.
À la suite de cette loi, les citoyens des territoires d'outre-mer britanniques (en dehors des citoyens qui sont liés uniquement aux bases de souveraineté à Chypre) sont automatiquement devenu le 21 mai 2002 des citoyens britanniques à part entière (auparavant, la pleine citoyenneté britannique n'était accordée qu'aux résidents de Gibraltar et des îles Malouines).

## Sources
- (en) Cet article est partiellement ou en totalité issu de l’article de Wikipédia en anglais intitulé « British Overseas Territories Act 2002 » (voir la liste des auteurs).

## Compléments